# Бэнкрофт, Кэмерон
Кэмерон Бэнкрофт (англ. Cameron Bancroft; род. 17 мая 1967, Виннипег, Манитоба, Канада) — канадский телевизионный актёр.

## Биография
Кэмерон Бэнкрофт родился 17 мая 1967 в Виннипеге, в семье Глена и Венди Бэнкрофтов. Отец будущего актёра работал юристом, мать — медсестрой. Посещал среднюю школу Хэндсворта в Норт-Ванкувере. Позднее переехал в США, где окончил престижный Калифорнийский институт искусств.
Дебютировал на большом экране в 1986 году в фильме «Мальчик, который умел летать» режиссёра Ника Кастла. Уже в середине 1990-х он получил первую регулярную роль на телевидении: в шестом сезоне знаменитого молодёжного сериала «Беверли-Хиллз, 90210», в котором он сыграл студента-футболиста Джо Брэдли.
В 2000 году Бэнкрофт сыграл одну из главных ролей в научно-фантастическом телесериале «Пароль: Вечность». Персонажем актёра стал инопланетянин Этаниель, прибывший на Землю с целью поймать межгалактического преступника. Сериал был закрыт после первого сезона, впоследствии Кэмерону редко доставались центральные роли и он снимался преимущественно в эпизодах телешоу и фильмах, снятых специально для телевидения.

## Фильмография
| Год       |    | Русское название                          | Оригинальное название                   | Роль                             |
| --------- | -- | ----------------------------------------- | --------------------------------------- | -------------------------------- |
| 1986      | ф  | Мальчик, который умел летать              | The Boy Who Could Fly                   | Джо                              |
| 1990      | с  | Служебная командировка                    | Tour of Duty                            | Кемпер                           |
| 1991      | с  | Фантастическая девушка                    | Out of This World                       | Малкольм                         |
| 1991      | ф  | Школа рок-н-ролла навечно                 | Rock 'n' Roll High School Forever       | Джек                             |
| 1993      | ф  | Любовь и бренные останки                  | Love & Human Remains                    | Берни                            |
| 1993      | ф  | Всё ради любви                            | Anything for Love                       | Курт Старк                       |
| 1993—1994 | с  | Горец                                     | Highlander                              | Роберт / Дэвид Кеог              |
| 1995      | тф | Зоя                                       | Zoya                                    | Николай (Ники)                   |
| 1995—1996 | с  | Беверли-Хиллз, 90210                      | Beverly Hills, 90210                    | Джо Брэдли                       |
| 1998      | ф  | Лос-Анджелес без карты                    | L.A. Without a Map                      | Паттерсон                        |
| 1999      | ф  | Тайна Аляски                              | Mystery, Alaska                         | «Тинкер» Конноли                 |
| 2000      | с  | Зачарованные                              | Charmed                                 | Крайто                           |
| 2000      | с  | Пароль: Вечность                          | Code Name: Eternity                     | Этаниель                         |
| 2001      | с  | Охотники за нечистью                      | Special Unit 2                          | Крейг Ричардс                    |
| 2004      | с  | Джейк 2.0                                 | Jake 2.0                                | Бен Уилтон                       |
| 2005      | с  | Собиратель душ                            | Cyrograf                                | Терри Хэндсворт                  |
| 2005      | с  | 24 часа                                   | 24                                      | полевой агент Ли Кастл           |
| 2005      | с  | C.S.I.: Место преступления Майами         | CSI: Miami                              | Байрон Диллер                    |
| 2008      | тф | Флирт с сорокалетней                      | Flirting with Forty                     | Дэниел Лоренс                    |
| 2009      | с  | Тайны Смолвиля                            | Smallville                              | доктор Коутс                     |
| 2011      | с  | Эврика                                    | Eureka                                  | отец                             |
| 2011      | с  | Сверхъестественное                        | Supernatural                            | доктор Гэйнс (Левиафан)          |
| 2011—2013 | с  | Р. Л. Стайн: Время призраков              | R. L. Stine's The Haunting Hour         | Шон / доктор Райт / Скотт Хардин |
| 2012      | тф | Закон Ханны                               | Hannah's Law                            | Джеймс Бомонт                    |
| 2012—2013 | с  | Блэкстоун                                 | Blackstone                              | доктор Курт Эллис                |
| 2013—2015 | с  | Кедровая бухта                            | Cedar Cove                              | Уилл Джефферс                    |
| 2015      | с  | Руководство подруг к разводу              | Girlfriends' Guide to Divorce           | каскадёр Стив                    |
| 2015      | с  | Однажды в сказке                          | Once Upon a Time                        | Билл                             |
| 2016      | с  | Легенды завтрашнего дня                   | Legends of Tomorrow                     | мистер Блейк                     |
| 2017      | с  | На Чесапикских берегах                    | Chesapeake Shores                       | Карлтон Чейз                     |
| 2018      | с  | Когда зовёт сердце                        | When Calls the Heart                    | мистер Уэстон                    |
| 2018      | с  | Нереально                                 | Un-Real                                 | Престон Палмер                   |
| 2020      | ф  | Руководство для нянь: Как поймать монстра | A Babysitter's Guide to Monster Hunting | Пит Фергюсон                     |